# Acsa
Acsa är en ort i Ungern.   Den ligger i provinsen Pest, i den centrala delen av landet, 40 km nordost om huvudstaden Budapest. Acsa ligger 175 meter över havet och antalet invånare är 1 500.
Terrängen runt Acsa är huvudsakligen platt. Acsa ligger nere i en dal. Runt Acsa är det ganska glesbefolkat, med 43 invånare per kvadratkilometer. Närmaste större samhälle är Vác, 18,9 km väster om Acsa. Omgivningarna runt Acsa är en mosaik av jordbruksmark och naturlig växtlighet.